# Юрьево (Минская область)
Юрьево (бел. Юр’ева) — агрогородок в Смолевичском районе Минской области Беларуси. Входит в Усяжский сельсовет.

## География
Агрогородок находится вдоль реки Усяжа и озера Малое, на расстоянии в 21 километрах к северу от Смолевичей, административного центра Смолевичского района, и одноимённой железнодорожной станции на линии «Минск—Орша», в 59 километрах от Минска. Абсолютная высота — 164 метров над уровнем моря.

## История
Юрьево впервые упоминается в 1576 году как городок в Минском повете ВКЛ, принадлежавший братьям Тышкевичам. В 1782 году была построена деревянная Георгиевская церковь, которая не сохранилась до наших дней. В 1793 году, после второго раздела Речи Посполитой, деревня вошла в состав Российской империи.
После Октябрьской революции, в 1917 году, были открыты рабочая школа первой степени, пункт по ликвидации безграмотности среди взрослых и читальный зал. В годы Гражданской войны действовал Юрьевский областной ревком. С февраля по декабрь 1918 года деревня была оккупирована войсками Германской империи, с августа 1919 до июля 1920 года — войсками Польши.
С 1919 года в составе Белорусской ССР, с 20 августа 1924 года — центр Юрьевского сельсовета в Смолевичском районе Минского округа. С 20 февраля 1938 года в составе Минской области. В 1925 году действовал колхоз «Красная Звезда».
В годы Великой Отечественной войны, с конца июня 1941 до начала июля 1944 года, деревня была оккупирована войсками нацистской Германии, погибло 200 советских солдат и партизан, также 51 житель погиб на фронте, 27 — в партизанской битве. В деревне действовала подпольная организация, поблизости — партизанская бригада «Смерть фашизму».
С 25 декабря 1962 года в Логойском районе, с 6 января 1965 года в Смолевичском районе. В 1988 году в деревне действовал колхоз «Парижская Коммуна».
В 2013 году деревня Юрьево получила статус агрогородка. В том же году действовали дом культуры, библиотека, отделения связи и магазин.

## Население
| Численность населения по годам | Численность населения по годам | Численность населения по годам | Численность населения по годам | Численность населения по годам | Численность населения по годам | Численность населения по годам | Численность населения по годам | Численность населения по годам |
| 1800                           | 1886                           | 1897                           | 1917                           | 1926                           | 1959                           | 1988                           | 1996                           | 2013                           |
| ------------------------------ | ------------------------------ | ------------------------------ | ------------------------------ | ------------------------------ | ------------------------------ | ------------------------------ | ------------------------------ | ------------------------------ |
| 311                            | ↗366                           | ↗556                           | ↗682                           | ↗782                           | ↘466                           | ↘260                           | ↗358                           | ↘244                           |

По состоянию на 2013 год в агрогородке проживает 244 человек.

## Уроженцы
- Александр Николаевич Лявданский — историк и археолог
- Евстафий Григорьевич Слонский — Герой Советского Союза (1944)
- Лидия Августиновна Демченко — Герой Социалистического Труда (1977)